# Federmayer István
Federmayer István (Győr, 1924. november 2. – Győr, 2010. április 4.) a Révai Miklós Gimnázium tanára.

## Élete
1935-ben iratkozott be a Révai Miklós Gimnáziumba, majd 1950-ben mint magyar-latin szakos tanár helyezkedett ott el. E munkahelyéről igazgatóhelyettesként vonult nyugdíjba. 1995-től a győri Széchenyi István Egyetem jogi karának oktatója.
Az ő kezdeményezésére alakult meg a Révai Baráti Kör, melynek először titkára, később 2006-ig az elnöke is volt. Nyugdíjasként kezdett el behatóan foglalkozni Révai Miklós életével és munkásságával. 

## Elismerései
- 2009 Pro Urbe-díj, Győr

## Művei
- 1998 Jaurinum redivivum / Győr visszafoglalása; latinból ford. Geréb Lászlóval. Győr.
- 2000 Révai Miklós élete és munkássága. Győr.
- 2007 Révai Miklós latin versei. Válogatás a Latina és Carmina quaedam című kötetekből (ford., jegyz.)
- 2007 A jelen lévő ókor
- 2009 Antik eredetű kifejezések joghallgatók számára.
- 2011 Isten áldjon még egyszer!. Révai Miklós és Paintner Mihály levelezése, 1782. április 18–1806. március 14. Győr. (szerk., szöveggond., bev. Nemesné Matus Zsanett)
- Újabb latin kifejezések